# Séléné
Pour les articles homonymes, voir Séléné (homonymie).
Dans la mythologie grecque, Séléné (en grec ancien Σελήνη / Selếnê, « lune ») est la déesse de la Lune. Elle est la fille des Titans Hypérion et Théia, et a pour fratrie Hélios (le Soleil) et Éos (l'Aurore). Elle est souvent assimilée à Artémis, même si elle personnifie plutôt l'astre lunaire lui-même, de la même manière que son frère, Hélios, est assimilé à Apollon. Elle forme avec Artémis et Hécate une triade — Séléné représente la pleine lune, Artémis le croissant de lune et Hécate la nouvelle lune. Son équivalent romain par syncrétisme est Luna.

## Étymologie

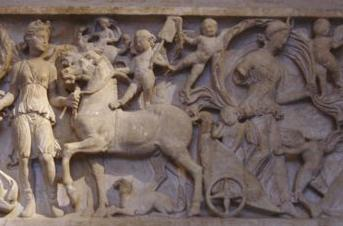
Détail d'un sarcophage représentant Endymion et Séléné, reconnaissable grâce à sa couronne lunaire et son voile.'

L'étymologie de Séléné est incertaine, mais dans le cas où son nom vient du grec ancien, il est probablement dérivé de sélas signifiant « brillant/brillance ».
Comme Hélios, qui, de par son assimilation à Apollon, est parfois désigné par l'épithète Phébus, Séléné a souvent pour épithète l'équivalent féminin Phœbé. Cependant, elle n'est pas à confondre avec Phébé, une Titanide mère de Léto et d'Astéria. Comme Artémis, Séléné est parfois appelée Cynthia.
Séléné était également appelé Mene, mot signifie « lune » ou « mois lunaire », mot dont vient également le nom du dieu phrygien Men.
Le philologue Max Müller interprète le mythe de Séléné et Endymion comme une version narrativisée de la terminologie linguistique. Le mot grec endyein signifiant « plonger », le nom Endymion (« le plongeur ») signifiait simplement à l'origine le processus du soleil couchant « plongeant » dans la mer. Ainsi, l'histoire de Séléné embrassant Endymion, représente le soleil couchant et la lune montante.

## Origine
L'origine la plus connue de Séléné est donnée par Hésiode dans la Théogonie. Hypérion, dieu du feu du Soleil, épouse sa sœur Théia, qui « fit naître le grand Soleil, la Lune splendide et l'Aurore, qui brillent pour tous les hommes et pour tous les dieux habitants du vaste ciel ». L'Hymne homérique à Hélios suit cette tradition : « Hypérion épousa, en effet, sa sœur, l'illustre Euryphaessa, qui lui donna de beaux enfants, Éos aux bras roses, et Séléné aux beaux cheveux, et l'infatigable Hélios ». Ici Théia est nommée par son épithète Euryphaessa.
D'autres écrivains font de Séléné la fille de Pallas, ou encore de Hélios.

## Les amours de Séléné

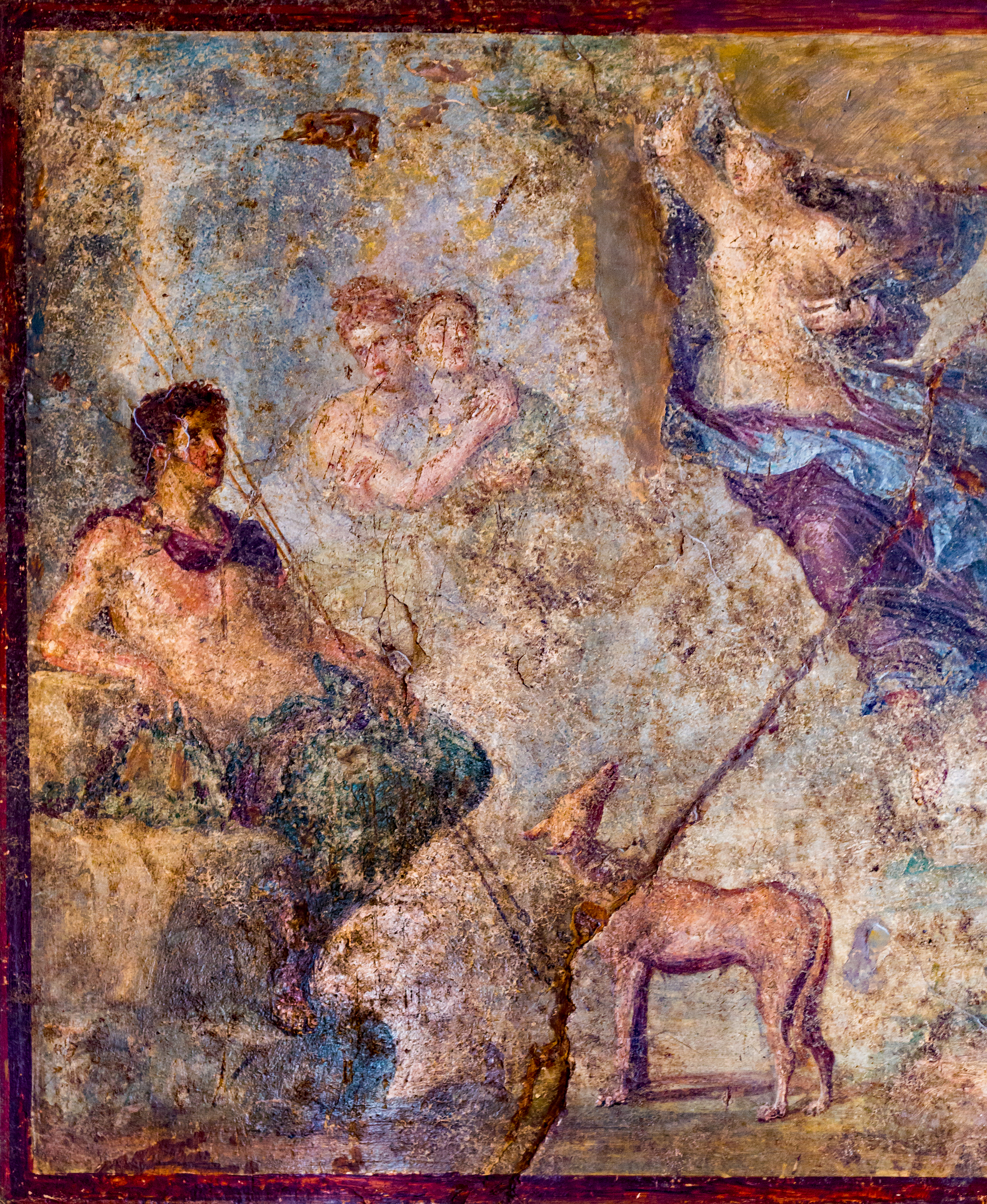
Séléné et Endymion. Fresque antique de Pompéi.

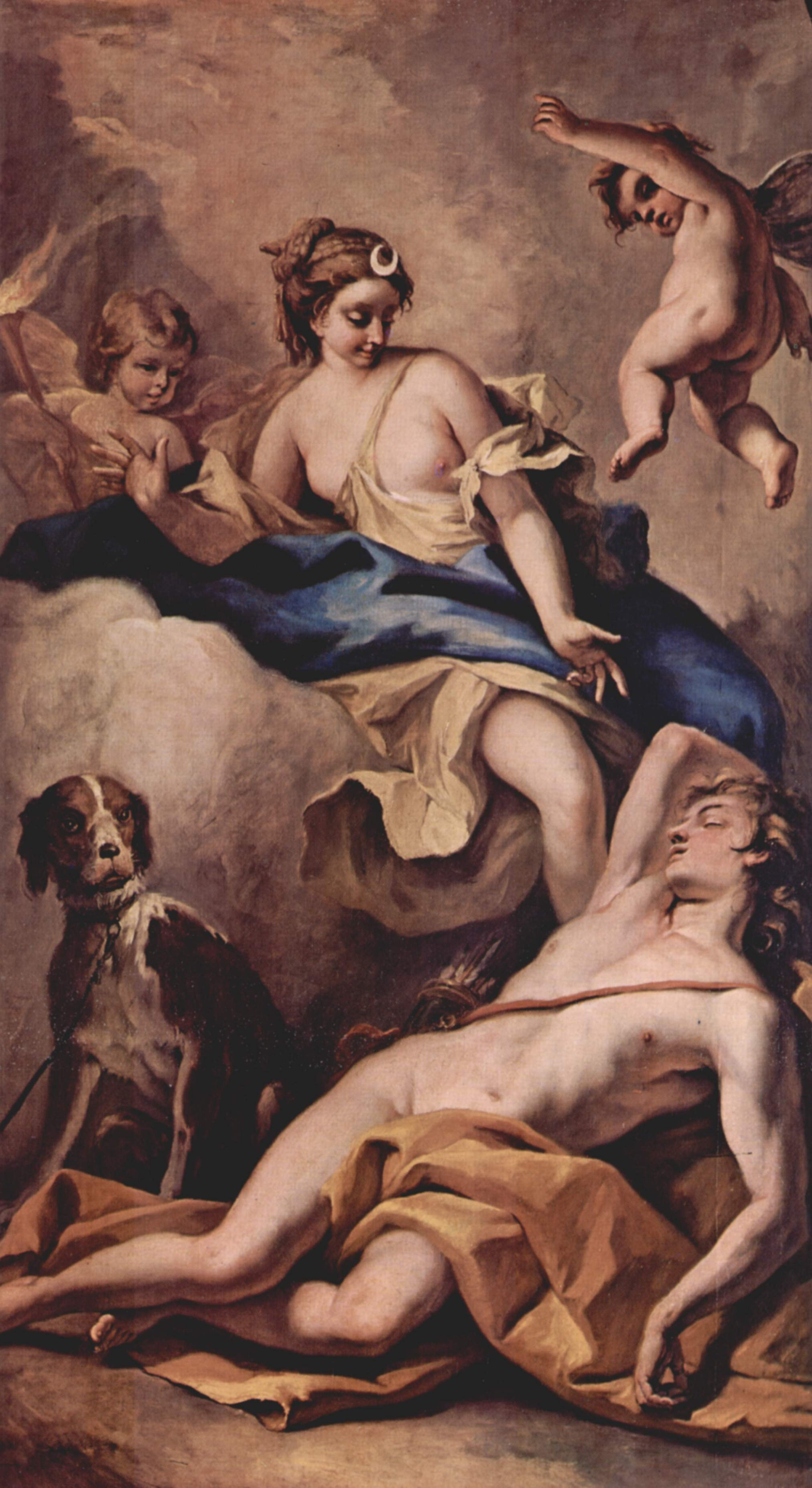
Séléné et Endymion
Sebastiano Ricci (1713)
Chiswick House, Angleterre.

### Amours
Séléné est principalement connue pour son histoire d'amour avec le mortel Endymion.
Le couple est vraisemblablement déjà mentionné au VIe siècle av. J.-C. par la poétesse Sappho.
Cependant, la première source directe connue de ce mythe date du IIIe siècle av. J.-C. dans les Argonautiques d'Apollonios de Rhodes : « Phébé, qui commençait à s'élever sur l'horizon, apercevant le trouble qui l'agitait [Médée], fut ravie de joie et dit en elle-même : "Je ne suis donc pas la seule qui se laisse entraîner par l'amour, lorsque je vais visiter l'antre du mont Latmos et que je brûle pour le bel Endymion. Toi-même, ô impudente ! qui m'as si souvent rappelé ma tendresse dans des chants insidieux, afin de pouvoir en mon absence préparer à loisir tes enchantements à la faveur des ténèbres, tu éprouves à présent une semblable passion… Va donc, obéis aux lois d'un funeste amour et connais à ton tour les rigueurs d'un mal dont ton art n'a pu te garantir." » Dans les Posthomériques, Quintus de Smyrne dit que, quand Endymion dormait dans sa grotte à côté de son bétail, « la Lune divine l'aperçut et descendit du ciel près de lui ; car un désir ardent l'attirait vers le jeune homme, quoiqu'elle fût immortelle ».
Le sommeil éternel d'Endymion reste proverbial, et les circonstances de ce sommeil éternel, son rôle et celui de Séléné dans ce mythe sont incertains.
Selon le Catalogue des femmes, Endymion était le fils d'Éthlios, un fils de Zeus, et Zeus lui aurait offert le pouvoir de fixer lui-même le moment de sa mort.
Un scoliaste d'apollonius dit que, selon Épiménide, Endymion était tombé amoureux de Héra et demanda à Zeus de le plonger dans un sommeil éternel.
Cependant, Pseudo-Apollodore dit dans la Bibliothèque : « Sa beauté était prodigieuse, et Séléné tomba amoureuse de lui. Zeus lui accorda de choisir ce qu'il voulait, et Endymion choisit de dormir toujours, en restant immortel et éternellement jeune. »
Pausanias le Périégète raconte que Séléné et Endymion auraient engendré cinquante filles, qui présidaient aux cinquante mois du calendrier lunaire qui séparaient deux sessions de Jeux olympiques.
Nonnos de Panopolis attribuent également à Séléné et Endymion la naissance de Narcisse.
D'après Virgile, Séléné aurait également eu une histoire avec le dieu Pan : « C'est grâce à la blancheur neigeuse de sa toison, s'il faut en croire la légende, que Pan, dieu d'Arcadie, te surprit, ô Lune, et t'abusa en t'appelant au fond des bois; et tu ne dédaignas point son appel. »

### Progéniture
Selon l’Hymne homérique à Séléné, la déesse eut de Zeus une fille, Pandia, « admirable par sa beauté parmi les Dieux immortels ». Le poète grec Alcman fait de Hersé la fille de Séléné et Zeus. Ils sont également supposément les parents de Némée, nymphe habitant le site éponyme, lieu où Héraclès tua le Lion de Némée et où se tenaient les Jeux néméens. Certains auteurs font également de Séléné la mère de Dionysos, mais cela vient probablement de sa similarité avec le nom de la mère plus commune de Dionysos Sémélé.
Alors que selon Hésiode, le Lion de Némée est né d'Échidna et élevé par Héra, d'autres auteurs considèrent Séléné comme sa mère ou sa nourrice.
Quintus de Smyrne fait de Hélios et Séléné (le Soleil et la Lune), les parents des Heures, déesses des saisons. Ils les décrit comme étant au nombre de quatre, suivantes d'Héra, là où la plupart de auteurs comme trois filles de Zeus et Thémis.
Séléné est également la mère supposée du poète grec Musée d'Athènes.

## Le char lunaire
À l'instar de son frère Hélios, dieu du Soleil, conduisant un char solaire à travers le ciel chaque jour, il est dit que Séléné conduit également un char. L'Hymne à Séléné pourvoit cette description : « Ses rayons se répandent dans l'air, quand, ayant lavé son beau corps dans l'Océan, et vêtue de ses habits brillants, la divine Séléné lie au joug ses chevaux aux têtes hautes et pousse rapidement ses chevaux lumineux aux belles crinières, le soir, au milieu du mois, quand son orbe est plein, et quand ses plus éblouissants rayons se sont accrus dans l'Ouranos, en signe et en présage pour les mortels. » La première représentation du char lunaire de Séléné date du Ve siècle av. J.-C. sur une céramique à figures rouges attribuée au Peintre de Brygos, montrant Séléné et son char, tiré par deux chevaux ailés, plonger dans la mer. Son char est souvent décrit comme argenté, mais également doré selon Pindare. Tandis que le char solaire a quatre coursiers, le char lunaire n'en a généralement que deux qu'Ovide décrit blancs comme neige. Le char est également quelquefois tiré par des bœufs ou des taureaux.

## Description

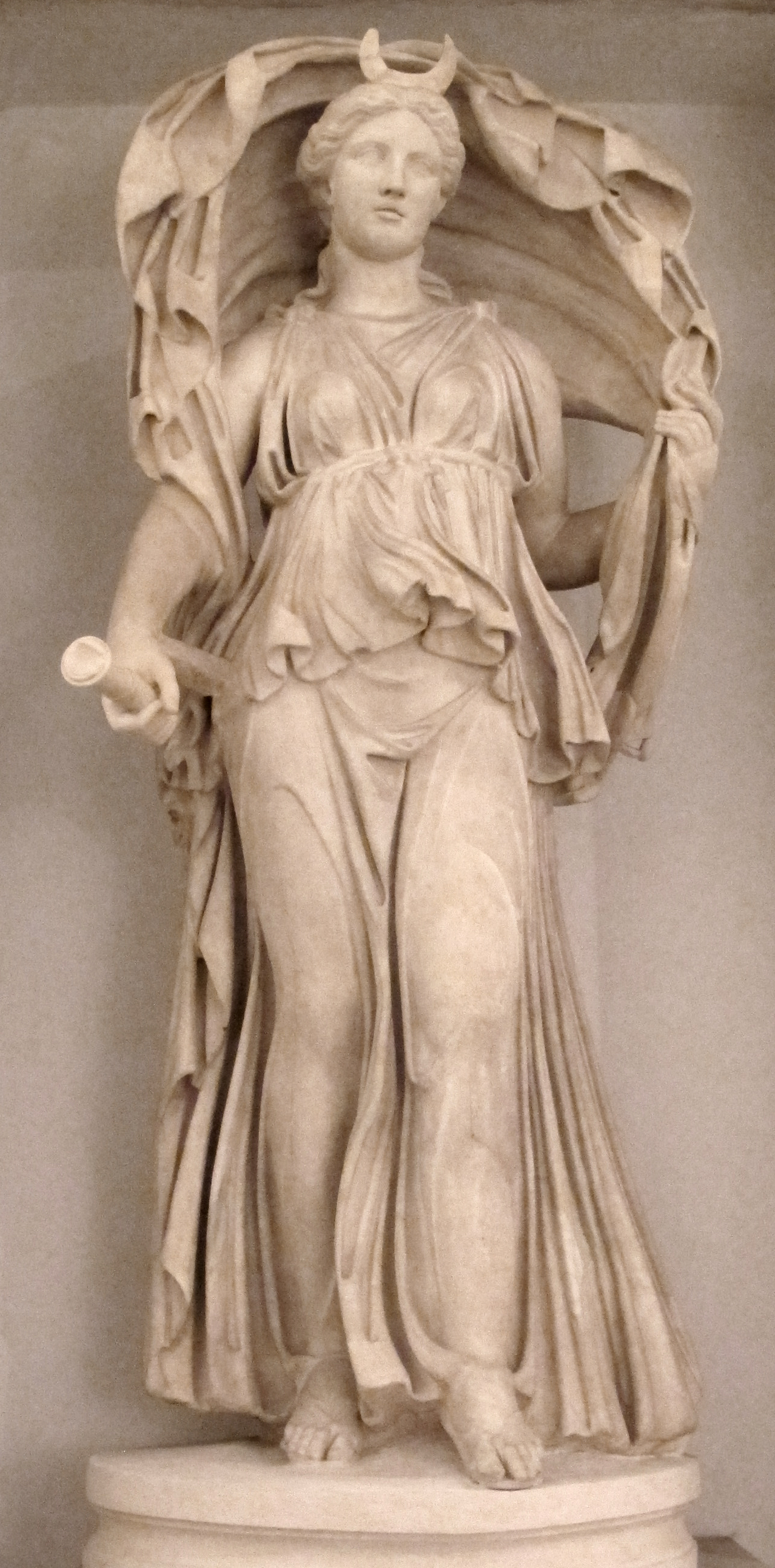
Statue de Séléné montrant le croissant sur son front, tenant une torche dans la main droite et avec son voile au-dessus de la tête. Musées du Capitole. copie d'un original du début du

Les descriptions antiques du caractère et du physique de Séléné en tant qu'individu et non pas comme reliée à la Lune sont maigres, et mentionnent surtout les cheveux de Séléné. L'Hymne à Hélios et l'Hymne à Séléné utilisant tous deux le mot εὐπλόκαμος, « aux beaux cheveux bouclés »,. Elle est également décrite dans l'Hymne à Séléné comme d'une « splendeur éclatante », avec des « ailes déployées » et une « couronne d'or », aux « bras blancs » et « bienveillante ». Eschyle la surnomme « l'œil de la nuit ». L'Hymne orphique à Séléné l'orne de « cornes de taureau » et la décrit comme « tenant des torches », « qui voit tout », « sage ».

## Iconographie
Dans l'Antiquité, Séléné était notamment représentée sur les reliefs, les peintures sur vases, les pièces de monnaie et même les pierres précieuses. Avant le Ve siècle av. J.-C, elle n'est représentée sur les céramiques à figures rouges que par un buste ou de profil contre un disque lunaire. Plus tard dans l'art, comme d'autres divinités telles que Hélios, Éos ou Nyx (la Nuit), Séléné est représentée traversant le ciel, généralement en conduisant un char ou alors à dos de cheval, de bœuf, de mule ou de bélier.
Elle arbore avec son frère Hélios le front est du Parthénon, entourant une scène représentant la naissance d'Athéna : à gauche, Hélios sort de l'océan avec son char ; à droit, Séléné et son char y plongent. On apprend de Pausanias le Périégète que Séléné et Hélios entouraient également la naissance d'Aphrodite sur le socle de la statue chryséléphantine de Zeus à Olympie. Il y a également des traces d'une telle représentation dans une scène de la naissance de Pandore sur le socle de l'Athéna Parthénos. Séléné apparaît également, à cheval, sur la frise Sud de la Gigantomachie du grand autel de Pergame.
Séléné est communément représentée avec un croissant de lune, souvent accompagné d'étoiles : quelquefois, un disque lunaire remplace le croissant de lune. Le croissant de lune est souvent utilisé au-dessus de ses sourcils, sortant de sa tête comme des cornes, ou derrière sa tête et ses épaules. La tête de Séléné est parfois entourée d'un nimbe, et tient souvent une torche depuis l'époque hellénistique.
Dans l'art funéraire des IIe et IIIe siècles av. J.-C., l'amour de Séléné pour Endymion et son sommeil éternel était un sujet populaire. Comme souvent représentés sur les sarcophages romains, Séléné, tenant un voile en forme de croissant qui entoure sa tête, descend de son char pour rejoindre son amant qui sommeille à ses pieds.
Après la Renaissance, Séléné est généralement représentée comme une jeune femme d'une très grande beauté, avec un visage pâle et de longs cheveux noirs conduisant un char argenté tiré par un joug de bœufs ou deux chevaux.

## Culte

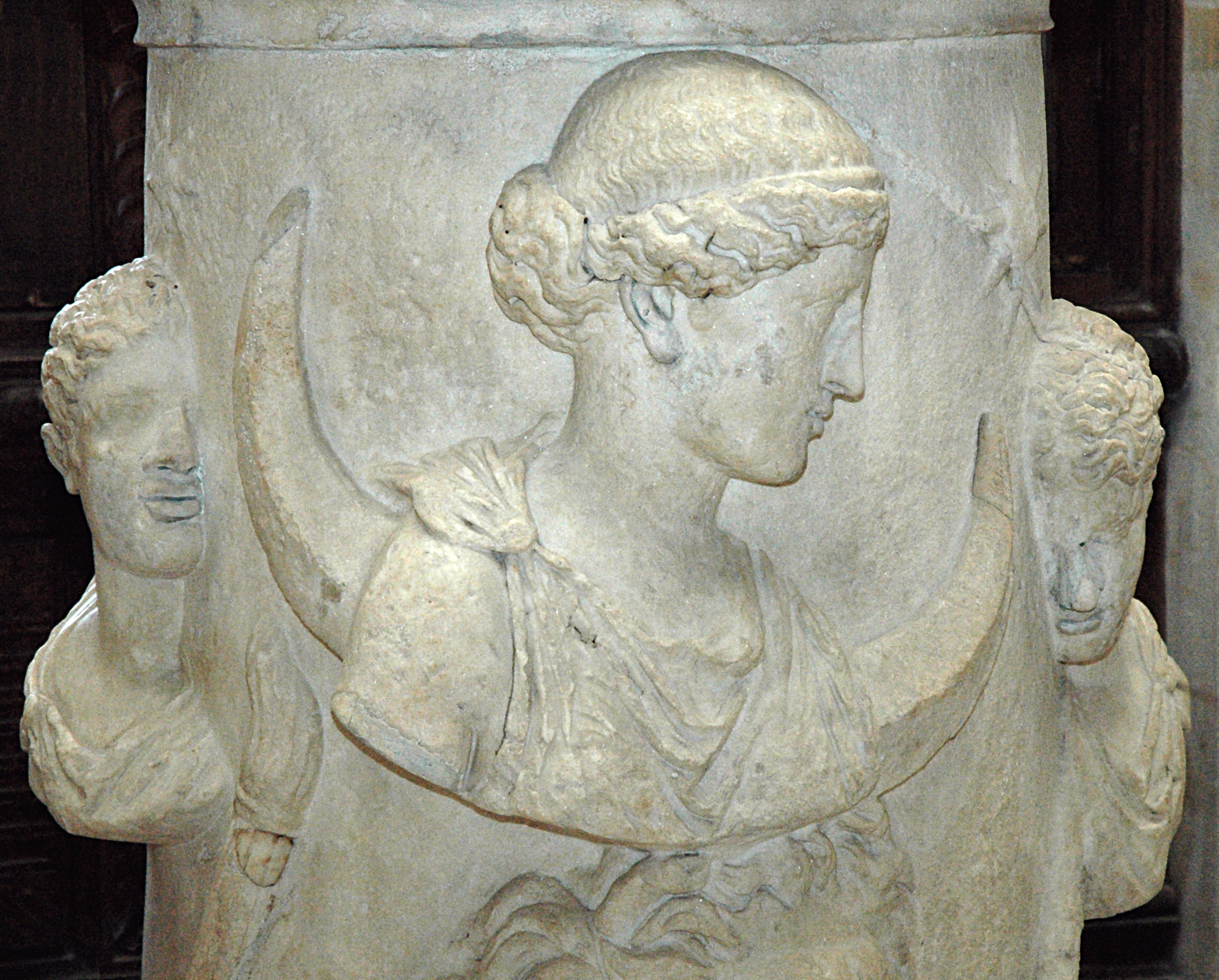
Séléné, déesse de la lune, entourée des Dioscures ou de Phosphoros (l'étoile du matin) et Hespéros (l'étoile du soir).

Des figures lunaires furent retrouvées sur des pierres et des bijoux crétois, indiquant peut-être un culte de la Lune dans la civilisation minoenne, mais en dehors du rôle que jouait la Lune dans la magie, le folklore et la poésie, et malgré le culte tardif du dieu phrygien Men, Séléné était peu vénérée. Un sanctuaire oraculaire a été retrouvé près de Thalamae, en Laconie. Selon Pausanias le Périégète, il contenait des statues de Pasiphaé et de Hélios. Ici, Pasiphaé est utilisé comme épithète de Séléné, au lieu de désigner la fille de Hélios, femme de Minos. Pausanias décrit également deux figures incurvées sur la place du marché d'Élis, une du Soleil et une de la Lune, de la tête desquels venaient les rayons du Soleil et les cornes du croissant de lune.
Pandia aurait été à l'origine une épithète de Séléné, qui serait devenue avec les Hymnes homériques une fille de Zeus et Séléné. Elle serait une personnification de la pleine lune, et un festival athénien, appelé le Pandia, considéré comme étant une fête organisée pour Zeus, aurait plutôt été célébrée pendant la pleine lune et aurait un lien avec Séléné.

## Postérité
L'épisode 11 du manga La petite Olympe et les Dieux (Sélène, la déesse de la lune) lui est consacré.
Dans la série de bande dessinée De capes et de crocs,  le personnage de Séléné est intimement lié à la lune. Nommée ainsi parce qu'elle avait l'air d'être tombée de la lune, on découvre dans le tome 5 (Jean sans Lune) qu'elle est de fait une Sélénite.
Dans le manga Sailor Moon, elle apparaît sous le nom de Queen Serenity. Le nom du personnage principal Usagi Tsukino se traduit d'ailleurs par lapin de la lune.
Dans le manga Fairy Tail: 100 Years Quest, un des antagonistes, Serenne Gesshin, est inspiré de la déesse. 